# Bitva o Nadžaf (2007)
Další bitva o Nadžaf probíhala ve městě Zarqa (alt. Zargo) nedaleko iráckého města Nadžaf ve dnech 28. a 29. ledna 2007. Irácké bezpečnostní složky (později podporované americkými a britskými vojsky) se v ní dostaly do střetu se šíitskými ozbrojenci ze sekty Nebeští vojáci.

## Boj

### Vládní výklad
Krátce před muslimským svátkem Ašúrá odhalily irácké bezpečnostní složky plán na zavraždění několika předních šíitských kleriků, mezi nimi i populárního Ajatolláha Sistániho. Podle plánu měli atentátníci proniknout k duchovním převlečeni za poutníky a následně z co nejmenší vzdálenosti zahájit palbu. Nešlo by o první případ, kdy tento svátek zneužili extremisté ke krvavým útokům. V roce 2004 zahynulo při bombových útocích během svátku minimálně 178 lidí.
Irácké jednotky naplánovaly na 28. únor zákrok proti podezřelým osobám, ale ten vyústil v silné boje v nichž ozbrojenci téměř porazili irácké bezpečnostní složky. Během několik hodin trvajících bojů byl jeden irácký voják zajat. Povstalci ho ošetřili a poslali zpět s odkazem: "imám se vrací". Iráckým vojákům začala docházet munice, a tak jim spojenecká vojska poskytla leteckou podporu v podobě bojových vrtulníků a letadel F-16. Útoky byly koordinovány ve spolupráci s příslušníky amerických speciálních jednotek, kteří pomohli ulehčit iráckým vojáků, ale jeden vrtulník AH-64 Apache se povstalcům podařilo sestřelit. V jeho troskách zahynuli oba členové posádky. Spojeneckým vojskům se podařilo zajistit místo přistání dříve než dorazili ozbrojenci, ale jejich útoky se dařilo odrážet jen díky intenzivní palebné podpoře. Irácká vojska nebyla schopna zvrátit průběh bitvy a tak požádala o pomoc elitní útvar irácké armády SWAT z města Hilla. Kolem jedné odpoledne dorazily i americké posily z Bagdádu.
Po příchodu posil se někteří z povstalců rozhodli uniknout směrem k městu Karbalá. Krátce na to iráčtí představitelé prohlásili, že se jim podařilo boje zastavit, ale 1. února došlo ve městě Nadžaf k dalším střetům s ozbrojenci.

### Zpochybnění
Oficiální verzi událostí zpochybnili novináři Patrick Cockburn, Dahr Jamail a Ali al-Fadhily. Podle jejich vyšetřování nepokoje začaly o šesté ráno, když Hadždž Saad Saad Najíf al-Hatemi vedl ozbrojené členy šíitského kmene Hawatim směrem ke kontrolnímu stanovišti. Bezpečnostní složky zahájily na jeho auto palbu, přičemž zemřel Hatami, jeho žena a řidič. Do přestřelky se následně zapojili členové kmene Hawatim. Iráčtí vojáci si údajně mysleli, že bojují proti členům al-Káidy a požádali o posily. Následně se do oblasti bojů přesunuli členové kmene Chazael snažící se zastavit boje, ale neuspěli. Po vystupňování bojů se pokoušeli stáhnout i členové Hawatin, avšak i tento pokus o zastavení bojů ztroskotal. Do bojů byla zatažena i skupina vedená Ahmadem al-Hassan, která žila v oblasti bojů. Intenzita střetů vzrůstala a vyvrcholila sérií spojeneckých náletů. Po skončení bojů se mnoho Iráčanů vyhledávalo objasnění průběhu bojů. Předseda parlamentu Mahmúd al-Mašhadani obvinil vládu z úmyslného utajování důkazů.

## Následky
Informace o ztrátách v řadách irácké policie a armády se pohybují v rozmezí od 11 do 30 mrtvých a asi 30 zraněných. Americká armáda přišla o dva muže. V boji zahynulo kolem 400 ozbrojenců a přibližně stejný počet padl do zajetí. Podle prohlášení irácké armády se podařilo zabavit stovky automatických zbraní, jakož i několik minometů či raket. Podle zveřejněných informací se u těl ozbrojenců našly dokumenty potvrzující jejich příslušnost k radikální náboženské sektě Nebeští vojáci. Podle některých analytiků byly zprávy o iráckém "úspěchu" přehnané. Bezpečnostní síly podcenily závažnost situace, jakož i připravenost ozbrojenců na boj. Po boji bylo zatčeno několik stovek příslušníků sekty. 2. září 2007 byly vyneseny rozsudky nad 458 z nich. Deset bylo odsouzeni k smrti, 54 bylo propuštěno a zbytek dostal trest odnětí svobody na patnáct let až doživotí.